# Binta Ann
Pour les articles homonymes, voir Ann.
Binta Ann, née en 1975 en république de Guinée, est une autrice et activiste des droits des femmes et des enfants. 
Elle a reçu le Prix franco-allemand des droits de l’Homme 2017 et le prix de la femme de l’année 2018 dans la catégorie sociale et humanitaire en Guinée. 

## Biographie

### Jeunesse et études
Binta Ann est née en Guinée en 1975. Elle suit des études en lettres modernes dans son pays avant de se rendre en France  où elle étudie le tourisme.  Elle part ensuite aux  États-Unis où elle obtient un master une éducation préscolaire et élémentaire dans le New Jersey.

### Carrière
Au New Jersey, elle enseigne à l'école américaine. 
Après son retour en Guinée, elle enseigne successivement au American International School of Conakry puis au lycée Français de Conakry. Elle travaille à l’agence américaine pour le développement international (USAID), dans le département de démocratie et gouvernance.
Elle est enseignante au lycée de Conakry.

## Œuvre littéraire
En 1998, elle publie son roman Awa la petite mendiante, qui est plus tard adapté en film par l'Unicef, puis en 2004 Mariage par colis.
Elle aborde les thèmes de l'excision et des mariages arrangés et de la polygamie.

## Activiste

### Fondation Fonbale
Binta Ann fonde la fondation humanitaire Fonbale en 2008. Créée aux États-Unis avant d’être agréée en Guinée en 2011, la fondation Fonbale de Binta Ann œuvre pour le bien-être des femmes et des enfants démunis. Portant son engagement à sa plume, elle est à l'origine de plusieurs livres qui traitent du bien-être et de la défense des personnes vulnérables.

## Publications
- Awa la petite mendiante, 1998[5].
- Fatima se pose des questions  (ill. Georges Bonamer), les Classiques ivoiriens, 2016 (lire en ligne).
- Le mariage par colis, L'Harmattan, 2004 (ISBN 2-7475-6496-7 et 978-2-7475-6496-0, OCLC 56064010, lire en ligne)[5].
- C'est quoi les droits des enfants, 2016[5].
- Pourquoi je dois aller à l'école  (ill. Georges Bonamer), les Classiques ivoiriens, coll. « Amadou se pose des questions ,  tome 1;  CIV ,  3018 », 2015 (ISBN 978-2-37223-018-6, lire en ligne)[5].
- Pourquoi je dois toujours me laver les mains  (ill. Georges Bonamer), les Classiques ivoiriens, coll. « Amadou se pose des questions ,  tome 2;  CIV ,  3017 », 2015 (ISBN 978-2-37223-017-9, lire en ligne)[5].
- C'est quoi les droits des enfants ?  (ill. Georges Bonamer), les Classiques ivoiriens, coll. « Fatima se pose des questions;  CIV ,  3039 », 2016 (ISBN 978-2-37223-039-1, lire en ligne).
- Les règles d'hygiène pour les enfants, 2017[5].

## Prix et reconnaissances
- 2017 : Prix franco-allemand des droits de l’Homme
- 2018 : Prix Gnouma Magazine de la femme de l’année dans la catégorie sociale et humanitaire en Guinée.

## Vie privée
Binta Ann est mariée et mère de deux enfants.

## Liens
- Ressource relative à l'audiovisuel :   - Africultures
- Notices d'autorité :   - VIAF
  - ISNI
  - BnF (données)
  - IdRef
  - LCCN
  - WorldCat